# Ліґа Ліепіня
Ліґа Ліепіня (латис. Līga Liepiņa; *1 серпня 1946, Наукшенська волость, Валмієрський повіт) — латвійська акторка театру і кіно.

## Біографія
Народилася в Наукшенській волості Валмієрського повіту. Батько — працівник лісництва, мати — вихователька в дитячому садку.
Закінчила Мазсалацску середню школу (1964), Народну студію кіноактора Ризькій кіностудії (1970) і театральний факультет Латвійської державної консерваторії ім. Я. Вітола (1974).
Після закінчення навчання була прийнята в трупу Державного театру юного глядача Латвії (1971—1976). З 1977 акторка Латвійського Національного театру, який на момент її приходу мав назву Державний театр драми Латвії.
Дебютувала в кіно в одній з головних ролей в знаковому фільмі Роланда Калниньша «Дихайте глибше» (1967). Фільм не вийшов в широкий прокат і популярність актрисі принесла роль Емми Карклс в стрічці 1969 «У багатій пані», знятої режисером Леонідом Лейманісом за мотивами роману Андрія Упіта «Усміхнений лист».
Одружена з драматургом і режисером Паулем Путніньшем.

## Ролі

### Державний театр юного глядача Латвії
- 1971 — «Гроза» О. М. Островського — Варвара
- 1972 — «Грай, музико!» За творами Александрса Чакса — Дочка
- 1972 — «Я бачу сонце» Нодара Думбадзе і Григорія Лордкіпанідзе
- 1973 — «В очікуванні Айвара» Гунара Прієде — Дезі
- 1974 — «Містерія про Людину» за творами Володимира Маяковського — Любов
- 1974 — «Діти капітана Гранта» за романом Жюля Верна — Гелена Гленарван
- 1975 — «Там де казки, там де чудеса» Імант Зієдоніс — Мрійник
- 1976 — «Золотий кінь» Райніса — Снігова мати

### Національний театр
- 1977 — «На межі століть» за творами Андрія Упіта — Майя
- 1983 — «Альберт» Харіяна Гулбіса — Сандра
- 1985 — «Олівер» Харіяна Гулбіса — Інесе
- 1992 — «Кармен, Кармен!» Аншлава Еглітіс — Евіта Спар
- 1995 — «Дім Бернарди Альби» Федеріко Гарсіа Лорка — Ангустиас
- 2000 — «Політ чайки» Андрія Упіта — Берта
- 2000 — «Літній ранок» за п'єсою Олександра Вампілова «Минулого літа в Чулімске» — Хорошіна

### Фільмографія
- 1967 — «Дихайте глибше» — Белла
- 1969 — «У багатої пані» — Емма Карклс
- 1970 — «Лицар королеви» — Еріка
- 1970 — «Клав — син Мартіна» — Білле
- 1971 — «Очеретяний ліс» — Фанні
- 1972 — «Ілга-Іволга» — Илга
- 1972 — «Афера Цепліса» — пані Зутіс
- 1973 — «Дотик» — Христина
- 1974 — «Не бійся, не віддам!» — Марута
- 1974 — «Морські ворота» — Фіна
- 1977 — «Чоловік у розквіті років» — епізод
- 1979 — «Три хвилини літа» — Рената
- 1980 — «Якби не було цієї дівчини…» — мати Карліс
- 1981 — «Лімузин кольору білої ночі» — Вероніка
- 1982 — «Моя сім'я» — Айя
- 1982 — «Забуті речі» — дружина
- 1983 — «Кам'янистий шлях»
- 1984 — «Коли здають гальма» — епізод
- 1985 — «Матч відбудеться в будь-яку погоду» — епізод
- 1986 — «В зарослу канаву легко падати» — Лайма
- 2000 — «Страшне літо» — Ельза